# سینت فیگینز
سنت فاگانز (به انگلیسی: St Fagans) یک منطقهٔ مسکونی در بریتانیا است که در City and County of Cardiff واقع شده‌است.